# Harwood (Dakota du Nord)
Pour les articles homonymes, voir Harwood.
La ville américaine de Harwood est située dans le comté de Cass, dans l’État du Dakota du Nord. Elle comptait 718 habitants lors du recensement de 2010.

## Histoire
Harwood a été fondée en 1881.

## Démographie
| 1980 | 1990 | 2000 | 2010 | - | - |
| ---- | ---- | ---- | ---- | - | - |
| 326  | 590  | 607  | 718  | - | - |

## Source
- (en) Cet article est partiellement ou en totalité issu de l’article de Wikipédia en anglais intitulé « Harwood, North Dakota » (voir la liste des auteurs).